# ذا توي بوكس (فلم)
ذا توي بوكس (بالإنجليزية: The Toybox) هو فيلم رعب و اثارة تم انتاجه في الولايات المتحدة و صدر سنة 2018 بطولة دنيس ريتشاردز وميشا بارتون.

## القصة
تقوم إحدى العائلات برحلة سياحية عبر الصحراء باستخدام حافلتهم الترفيهية، لكنهم مع مضيهم في الرحلة يصيروا تائهين ومنعزلين عن بقية العالم، ويعلمون لاحقًا أن الحافلة الترفيهية التي يركبون على متنها تحمل أسرار مريعة ومخيفة.

## وصلات خارجية
- مقالات تستعمل روابط فنية بلا صلة مع ويكي بيانات

ذا توي بوكس على IMDb
ذا توي بوكس على Rotten Tomatos